# Cambounès

Cambounès este o comună în departamentul Tarn din sudul Franței. În 2009 avea o populație de 339 de locuitori.

## Evoluția populației
| An        | 1975 | 1982 | 1990 | 1999 | 2006 | 2009 |
| --------- | ---- | ---- | ---- | ---- | ---- | ---- |
| Populație | 370  | 355  | 366  | 352  | 348  | 339  |